# AllMusic
AllMusic（英语直译：全音乐；原名All Music Guide；直译：全音乐指南）是一個關於音樂的元數據資料庫，歸屬於All Media Guide（AMG）。AMG在1991年由流行文化維護者迈克尔·厄尔瓦恩與數學家兼哲學博士弗拉基米尔·波格丹诺夫創立，目的是成為音樂消費者的導覽，創立隔年便發行了第一本參考書籍。AMG比全球資訊網更早出現，因此最初以Gopher网站的形式出現。

## 外部連結
- AllMusic（页面存档备份，存于）